# Weseliwka (Krym)
Weseliwka (ukr. Веселівка, ros. Весёловка, Wiesiołowka) – wieś na Ukrainie, w Autonomicznej Republice Krymu (de iure stanowiącej integralną część państwa ukraińskiego, w 2014 anektowanej przez Rosję i odtąd funkcjonującej jako Republika Krymu), w rejonie sakskim. W 2001 liczyła 1528 mieszkańców, spośród których 415 posługiwało się językiem ukraińskim, 711 rosyjskim, 343 krymskotatarskim, 1 mołdawskim, 16 białoruskim, 1 ormiańskim, 1 romskim,  2 niemieckim, a 38 innym. Według spisu ludności przeprowadzonego przez okupacyjne władze rosyjskie populacja wsi w 2014 wynosiła 1390 osoby.